# مايكل كيمبنر
مايكل كيمبنر (بالإنجليزية: Michael Kempner)‏ هو شخصية أعمال أمريكي، ولد في 31 يناير 1958 في شيكاغو في الولايات المتحدة.